# Rundfunkjahr 1942

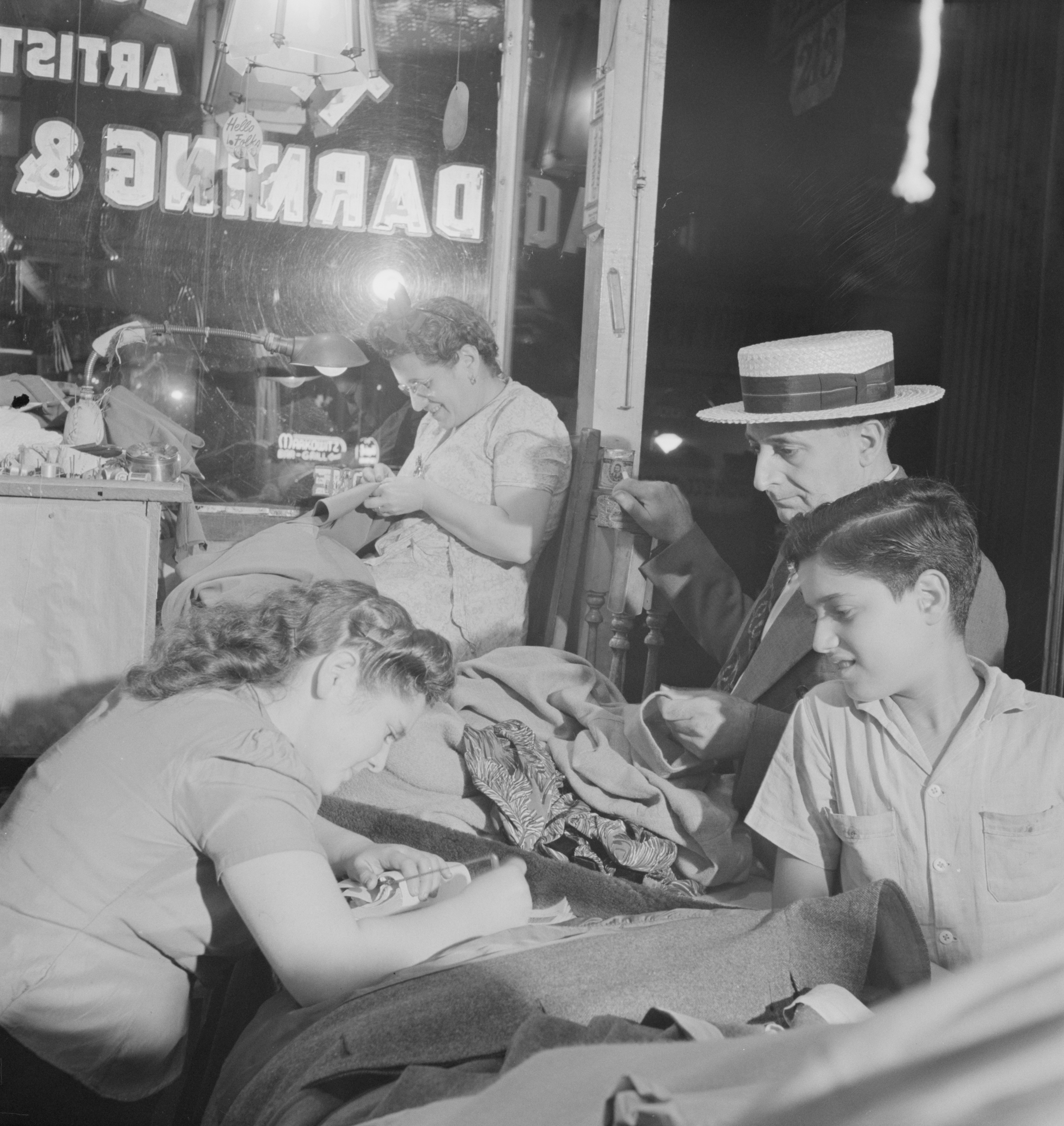
Eine Schneiderei in New York (1942)

Liste der Rundfunkjahre

◄◄ | ◄ | 1938 | 1939 | 1940 | 1941 | Rundfunkjahr 1942 | 1943 | 1944 | 1945 | 1946 | ► | ►►

Weitere Ereignisse

## Allgemein
- 1. Januar – Unterzeichnung der Gründungserklärung der Vereinten Nationen durch 26 Staaten in Washington, D.C.
- 20. Januar – Auf der Wannseekonferenz wird unter Vorsitz von SS-Obergruppenführer Reinhard Heydrich die „Endlösung der Judenfrage“ im Detail geplant.
- 28. bis 29. März: Lübeck wird als erste deutsche Großstadt von der Royal Air Force mit einem Flächenbombardement angegriffen.
- 26. April – Per Beschluss des Großdeutschen Reichstags wird Adolf Hitler Oberster Gerichtsherr – ohne an bestehende Rechtsvorschriften gebunden zu sein.
- 23. August – Ein massiver deutscher Luftangriff auf Stalingrad führt zum Tod von tausenden Zivilisten. Die Stadt wird fast völlig zerstört.

## Hörfunk
- 1. Januar – Alle Radiosender in den Niederlanden werden unter Kontrolle der deutschen Besatzungsmacht gestellt.
- 24. Januar – Die Hörspielserie Abie’s Irish Rose hat auf NBC Premiere.
- 29. Januar – Die zwei Tage zuvor aufgezeichnete Sendung Desert Island Discs wird erstmals im Rahmen des Forces Programme der BBC ausgestrahlt und wird in den Folgejahren zu einer der am längsten ausgestrahlten Gesprächsreihen des Rundfunks der BBC.
- 4. März – Beginn der Serie Junior Miss mit Shirley Temple auf CBS.
- 26. Mai – Das Kriegsministerium der Vereinigten Staaten gründet mit dem Armed Forces Radio Service (AFRS) den Vorläufer des AFN.
- 10. April – NBC nimmt die Spielshow People are Funny ins Programm.

## Geboren
- 2. Februar – Ron Williams, deutsch-amerikanischer Schauspieler, Synchronsprecher und Moderator, wird in Oakland (Kalifornien) geboren.
- 21. April – Manfred Jochum, österreichischer Hörfunkintendant und Wissenschaftsjournalist, wird in Wien geboren († 2009).
- 27. April – Brigitte Xander, österreichische Radio- und Fernsehmoderatorin wird als Brigitte Ksander in Bruck an der Mur geboren. Sie wurde ab den 1970er Jahren vor allem als Moderatorin des Ö3-Weckers sowie des Hunderttausend-Schilling-Quiz im Radio und als Jurorin bei Dalli Dalli sowie als Präsentatorin der ORF-Kochsendung mit Prominenten Bitte zu Tisch im Fernsehen bekannt († 2008).
- 16. Mai – Walter Schiejok, österreichischer Fernsehmoderator (Wir, Argumente, Schiejok täglich, Talkshow, 1995–97, sowie Konflikte – Bürger kämpfen um ihr Recht, 1992–2001), wird geboren.
- 26. Juli – Barry Graves, deutscher Journalist, Autor und Hörfunkmoderator (Nachtclub auf Radio Fritz), wird als Jürgen Deutschmann in Berlin geboren († 1994).
- 24. August – Hans Peter Korff, deutscher Schauspieler und Hörspielsprecher, wird in Hamburg geboren († 2025).
- 20. Oktober – Earl Hindman, US-amerikanischer Schauspieler, wird in Bisbee (Arizona) geboren. Hindman wurde vor allem durch die Darstellung der Figur des ‚Wilson Wilson Jr.‘ in der Fernsehserie Hör mal, wer da hämmert einem breiten Publikum bekannt († 2003).
- 29. Oktober – Bob Ross, US-amerikanischer Maler und Fernsehpräsentator (The Joy of Painting), wird in Daytona Beach geboren († 1995).
- 2. November – Stefanie Powers, US-amerikanische Schauspielerin und Seriendarstellerin (‚Jennifer Hart‘ in Hart aber herzlich, 1979–84), wird als Stefania Zofya Federkiewicz in Hollywood, Los Angeles geboren.
- 24. Dezember – Elizabeth T. Spira, österreichische Fernsehjournalistin (Alltagsgeschichte), wird in Glasgow (Schottland) geboren († 2019).